# Dassault Hirondelle
Dassault MD320 Hirondelle — французький 14-місний вантажно-пасажирський літак 1960-х років, розроблений і побудований компанією Dassault Aviation. Лише один екземпляр літака було побудовано.

## Проєктування та розробка
У 1967 році ВПС Франції розглядали можливості заміни літаків Douglas DC-3 та Beechcraft 18 двомоторним літаком для перевезення легких вантажів та підготовки пілотів. Вони надіслали запит до промислових кіл Франції, а також вказали, що будь-які варіанти мають бути оснащеними 870 к.с. турбогвинтовими двигунами Astazou.
У відповідь на запит, Dassault спроєктував і побудував один прототип MD320, який потім отримав назву фр. Hirondelle (у перекладі  — ластівка). Його проєктування та будівництво було досить швидким, оскільки за основу літака взяли інший проєкт Dassault Falcon 20. Довжина фюзеляжу та об'єм були ідентичними, а крила і рульові поверхні були адаптаціями моделі 20.
Hirondelle був суцільнометалевим низькопланом зі стрілоподібним хвостовим оперенням. Триколісні шасі прибиралися всередину літака.
Літак мав круглий поперечний переріз фюзеляжу. В салоні розміщувались 2 члени екіпажу та максимум 14 пасажирів. Салон мав по 5 круглих герметичних вікон з кожної сторони.
Прототип (реєстраційний номер F-WPXB) був оснащений двома турбогвинтовими двигунами Turbomeca Astazou XIVD встановленими в крилі у мотогондолі. При виробництві літака планувалось використати двигуни Astazou XVI. Паливні баки розміщувались в крилах. Конструкція літака розроблялась з використанням відмовостійких принципів.

## Історія
Прототип здійснив перший політ 11 вересня 1968 року в Бордо-Мериньяк (фр. Bordeaux-Mérignac). Пілотувався пілотами Ерве Лепрінсом (фр. Hervé Leprince) та Жаном Фуро (фр. Jean Foureau). В 1968 році французькі ВПС скасували свій перший запит і оголосили про заміну Douglas DC-3 та Beechcraft 18 реактивними літаками. Таким чином у проєкті Hirondelle надалі потреба відпала.
Досвід отриманий при розробці проєкту Hirondelle був застосований надалі при розробці проєкту Dassault Falcon 10 прототип якого здійснив свій перший політ у 1970 році. Hirondelle був останнім проєктом літака із гвинтовою тягою, який був розроблений компанією Dassault

## Технічні характеристики

### Dassault MD320 Hirondelle
Джерело: The Illustrated Encyclopedia of Aircraft (Part Work 1982-1985)
Основні характеристики
- Екіпаж: 2 людини
- Пасажиромісткість: 8-12 залежно від розташування сидінь
- Довжина: 40,19 футів (12,25 м)
- Висота:
- Розмах крила: 47,74 футів (14,55 м)

- Площа крила: 290,64 футів² (27 м²)
- Максимальна злітна маса: 11 905 фунтів (5 400 кг)
- Силова установка: 2 × турбогвинтових Turbomeca Astazou XIVD  870 к.с. ( 649 кВт)

Льотні характеристики
- Бойовий радіус: 1 864 миль (3 000 км)